# Saint-Évarzec

Saint-Évarzec este o comună în departamentul Finistère, Franța. În 1 ianuarie 2022 avea o populație de 3.491 de locuitori.